# Montecchio Vesponi
Montecchio Vesponi ist eine Fraktion der italienische Gemeinde (comune) Castiglion Fiorentino in der Provinz Arezzo, Region Toskana.

## Geografie
Das Dorf, in dem ca. 766 Einwohner leben, liegt 4 km südlich von Castiglion Fiorentino, auf einen Hügel am unteren Rand des Chio-Tals, 363 m über dem Meeresspiegel.

## Geschichte
Die erste Siedlung am Montecchio-Hügel stammt aus der etruskisch-römischen Epoche. Im 9. Jahrhundert wurde die Burg errichtet. Im 11. Jahrhundert war die Burg als Castrum Montis Giusponi bekannt, eine Ableitung des Familiennamens der Guasconi aus Arezzo. 1347 befand sich der Ort unter der Herrschaft von Perugia. Nach der Schlacht von Campaldino ging der Ort in den Besitz von Florenz über. Florenz gab den Ort um 1383 an John Hawkwood (Giovanni Acuto) weiter.  Nach dessen Tod fiel Montecchio an Florenz zurück. Der Ort war bis 1774 eigenständig, dann wurde er durch die Gebietsreform von Großherzog Leopold I. in Castiglion Fiorentino eingemeindet.

## Bilder

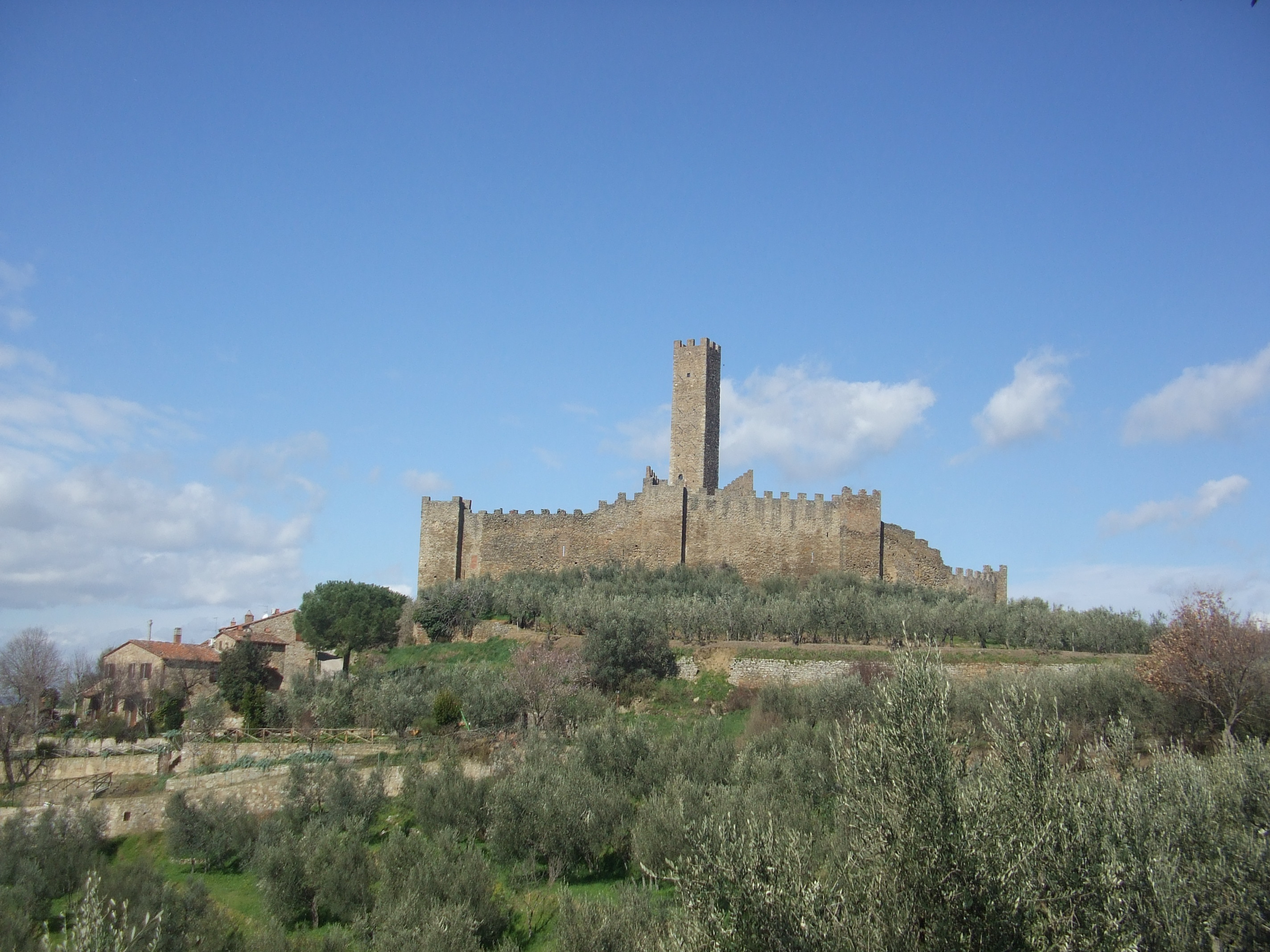
Die Burg mit Umland
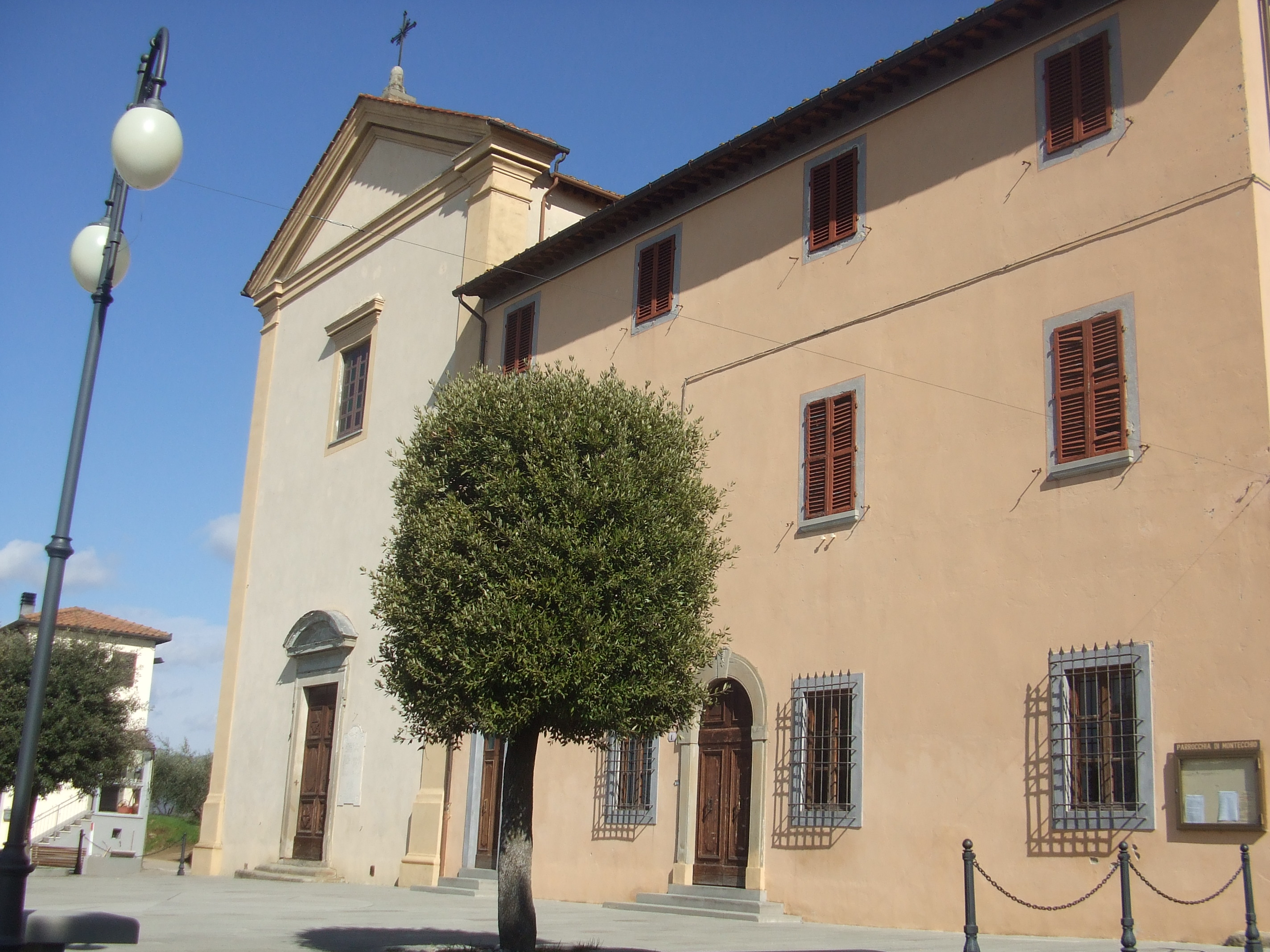
Die Kirche von Montecchio
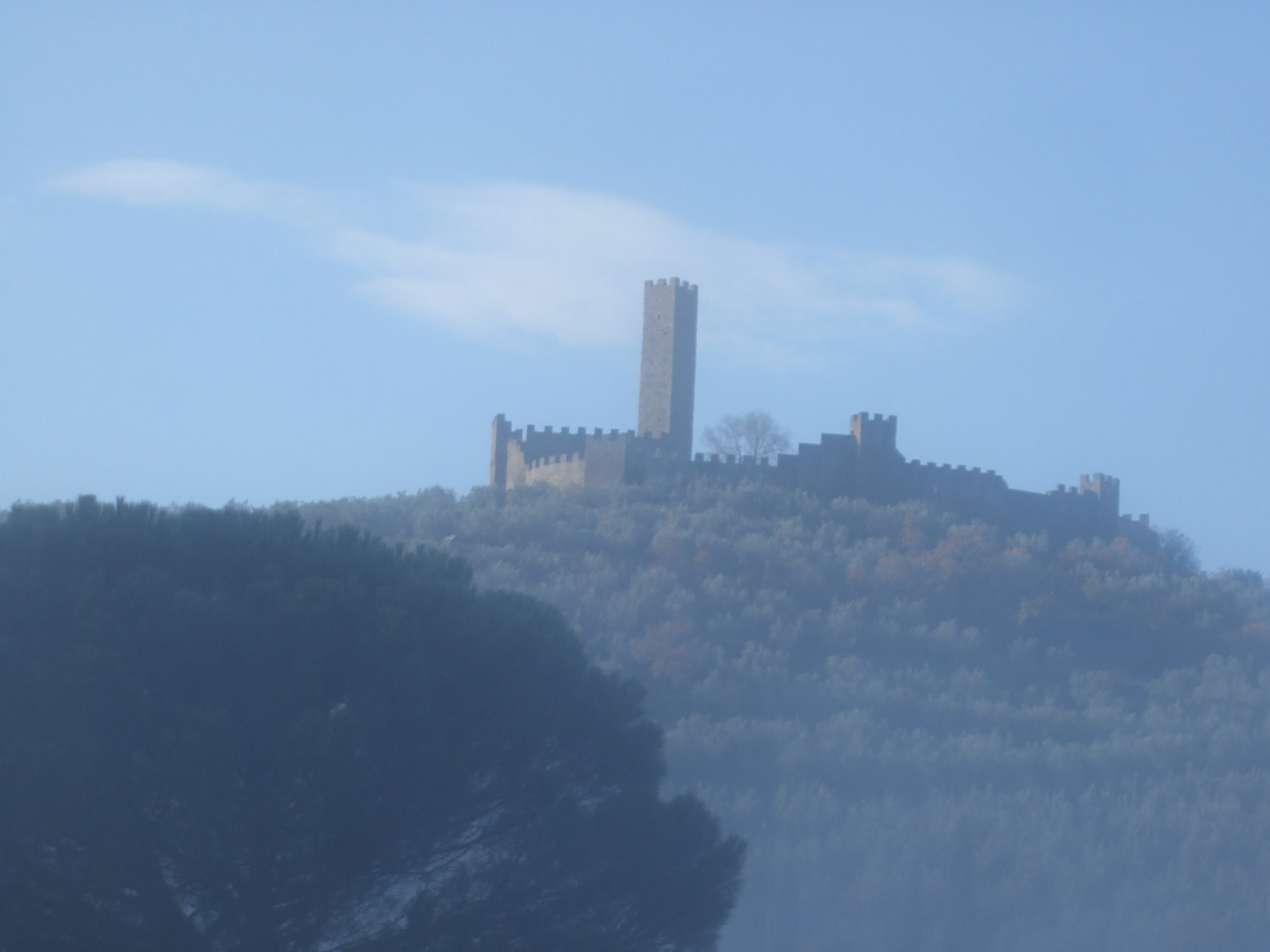
Ansicht von Montecchio an einen nebeligen Tag
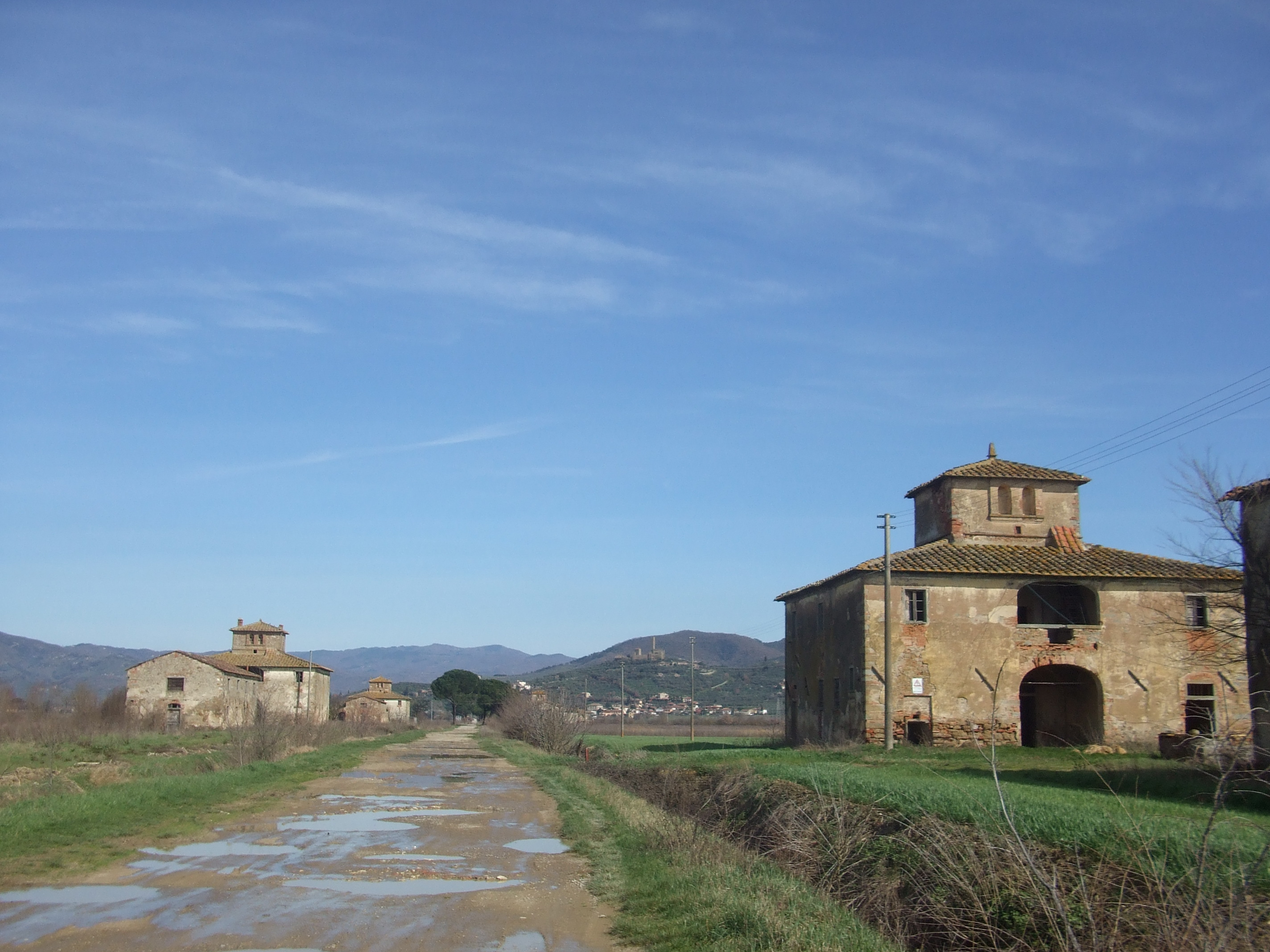
Typisches Haus an einer Straße